# 2651 Karen
2651 Karen è un asteroide della fascia principale. Scoperto nel 1949, presenta un'orbita caratterizzata da un semiasse maggiore pari a 2,9814338 UA e da un'eccentricità di 0,3280955, inclinata di 17,76858° rispetto all'eclittica.